# AMC-8
AMC-8 (vormals GE-8, auch Aurora 3) war ein kommerzieller Kommunikationssatellit des niederländischen Satellitenbetreibers SES World Skies.

## Geschichte

Animation der Flugbahn von AMC-8

Der Satellit wurde ursprünglich als GE-8 für den US-amerikanischen Satellitenbetreiber GE Americom gebaut. Der Start erfolgte am 20. Dezember 2000 auf einer Ariane-5-Trägerrakete vom Raumfahrtzentrum Guayana in einen Geotransferorbit. GE-8 wurde im März 2001 bei seiner geostationären Position auf 135° West in Betrieb genommen und löste dort seinen Vorgänger Satcom C5 ab. Er konnte in ganz Nordamerika empfangen werden.
Im Jahr 2001 wurde GE Americom an SES verkauft und hieß von dort an SES Americom. Der Satellit wurde in AMC-8 umbenannt. Ab 2009 wurde der Satellit dann von SES World Skies betrieben.
Das alaskische Telekommunikationsunternehmen Alascom, heute AT&T Alascom, verwendete bis zum Missionsende einen Großteil der Transponderkapazitäten. Das Unternehmen bezeichnete diese Transpondernutzlast als Aurora 3.

## Technische Daten
Lockheed Martin baute GE-8 auf Basis ihres Satellitenbusses der A2100-Serie. Der Satellit war mit 24 C-Band-Transpondern ausgerüstet. Er war dreiachsenstabilisiert und wog beim Start ca. zwei Tonnen. Außerdem wurde er durch zwei große Solarmodule und Batterien mit Strom versorgt und besaß eine geplante Lebensdauer von 15 Jahren, welche er auch erreichte.